# Українська правда
«Украї́нська пра́вда» — українське суспільно-політичне інтернет-ЗМІ, засноване Георгієм Ґонґадзе у квітні 2000 року. Після вбивства Гонгадзе у вересні того ж року, головним редактором до 2014 року була співзасновниця видання Олена Притула, з 2014 року цю посаду обіймає Севгіль Мусаєва. У травні 2021 року власником видання став директор Dragon Capital Томаш Фіала.
Георгій Ґонґадзе відкрито протестував проти посилення державної цензури, його вбивство привернуло міжнародну увагу до стану свободи слова в Україні та стало приводом для протестів проти президента Леоніда Кучми протягом 2000—2001 років. У липні 2016 року було вбито журналіста «Української правди» Павла Шеремета. Станом на 2025 рік, замовників убивств Гонгадзе та Шеремета не знайшли.

## Історія

### Перші роки: 2000‒2004

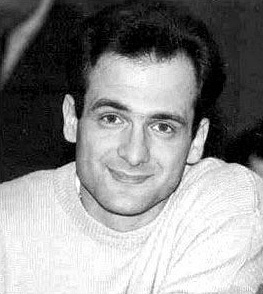
Георгій Гонгадзе, засновник «Української правди»

У грудні 1999 року журналісти Георгій Гонгадзе, Олена Притула та Сергій Шолох прибули до Вашингтона з метою привернути увагу до утиску свободи слова в Україні. За словами Притули, саме тоді виникла ідея про необхідність створення української новинної інтернет-газети. У квітні 2000 року Гонгадзе та Притула заснували «Українську правду». Гонгадзе став головним редактором, а Притула — його заступницею. Інтернет-проєкт запрацював наступного дня після проведення Всеукраїнського референдуму 2000 року, ініційованого президентом Леонідом Кучмою. Перше фінансування «Українська правда» отримала від спонсора, близького до секретаря РНБО Євгена Марчука; однак, співпраця невдовзі припинилась після виходу на сайті публікації, критичної до Марчука. Також Гонгадзе вів перемовини про фінансування з Григорієм Суркісом та депутатом, близьким до Олександра Волкова.
На початку проєкту разом з Георгієм Гонгадзе та Оленою Притулою працювали Дарка Чепак і Євген Захаров (Самойленко). 4 вересня 2000 року до «Української правди» приєднався Сергій Лещенко. В ніч на 17 вересня 2000 року Гонгадзе викрали й убили. Вбивство Гонгадзе, який відкрито протестував проти посилюваної державної цензури, привернуло міжнародну увагу до стану свободи слова в Україні. Після смерті Гонгадзе видання очолила Олена Притула. Публікація плівок Мельниченка, які, як стверджувалося, свідчили про причетність президента Кучми до вбивства Гонгадзе, сприяла стрімкому зростанню популярності «Української правди». 2004 року видання відіграло важливу роль у наданні інформації громадськості під час Помаранчевої революції, зокрема опублікувавши дані екзит-полу, що свідчили про фальсифікації на президентських виборах. У цей час проєкт фінансувався переважно коштом грантів, зокрема від Національного фонду на підтримку демократії та Міжнародного фонду «Відродження».

### Подальший розвиток: 2005‒2014
Улітку 2005 року на «Українській правді» вийшла серія публікацій Сергія Лещенка «Андрій Ющенко, син Бога?» про стиль життя сина новообраного президента Віктора Ющенка, що не відповідав статкам його родини. Коли Лещенко поставив питання про сина Віктору Ющенку на пресконференції, той відповів: «Поводься як журналіст чемний, а не як кілер найнятий». За оцінкою багатьох оглядачів, ця історія негативно вплинула на імідж Ющенка на початку його президентства.
2005 року видання вийшло на самоокупність коштом доходу від реклами. У 2005‒2008 роках Олена Притула доповнила «Українську правду» новинними сайтами, присвяченими економіці, світському життю, місцевим новинам, створивши інтегровану інтернет-медіагрупу. У грудні 2007 року газета «Коммерсантъ Украина» писала, що видавець польської «Газети Виборчої» Agora Group вела переговори про покупку «Української правди». За даними видання, вартість «Української правди» оцінювалась у 5-10 млн доларів.
2006 року до «Української правди» приєднався Мустафа Найєм, почавши працювати у тандемі з Сергієм Лещенком. 2008 року Лещенко почав розслідування про виведення Віктором Януковичем державної резиденції «Межигір'я» у приватну власність. Коли Найєм поставив питання про «Межигір'я» Януковичу на пресконференції 2011 року, той відповів: «Я вам не заздрю». Хоча сам Найєм заявив, що сприйняв слова Януковича як обмовку, організація «Freedom House» розцінила їх як погрозу журналісту з боку президента.
Вважається, що Найєм був першим, хто закликав українців вийти на Майдан Незалежності в листопаді 2013 року на знак протесту проти рішення уряду Миколи Азарова відкласти підписання угоди про асоціацію з ЄС, поклавши початок Євромайдану. Спочатку він допомагав координувати протести, але згодом повернувся до ролі журналіста, висвітлюючи події для новоствореного Громадського телебачення. 24 листопада «Українська правда» на знак підтримки учасників акцій тимчасово змінила назву на «Європейська правда». 24 січня 2014 року, під час протистояння на Грушевського, сайт відвідало понад 1,6 млн користувачів. Таким чином було встановлено рекорд відвідуваності для українських онлайн-медіа.

### Після Євромайдану: 2014‒2019

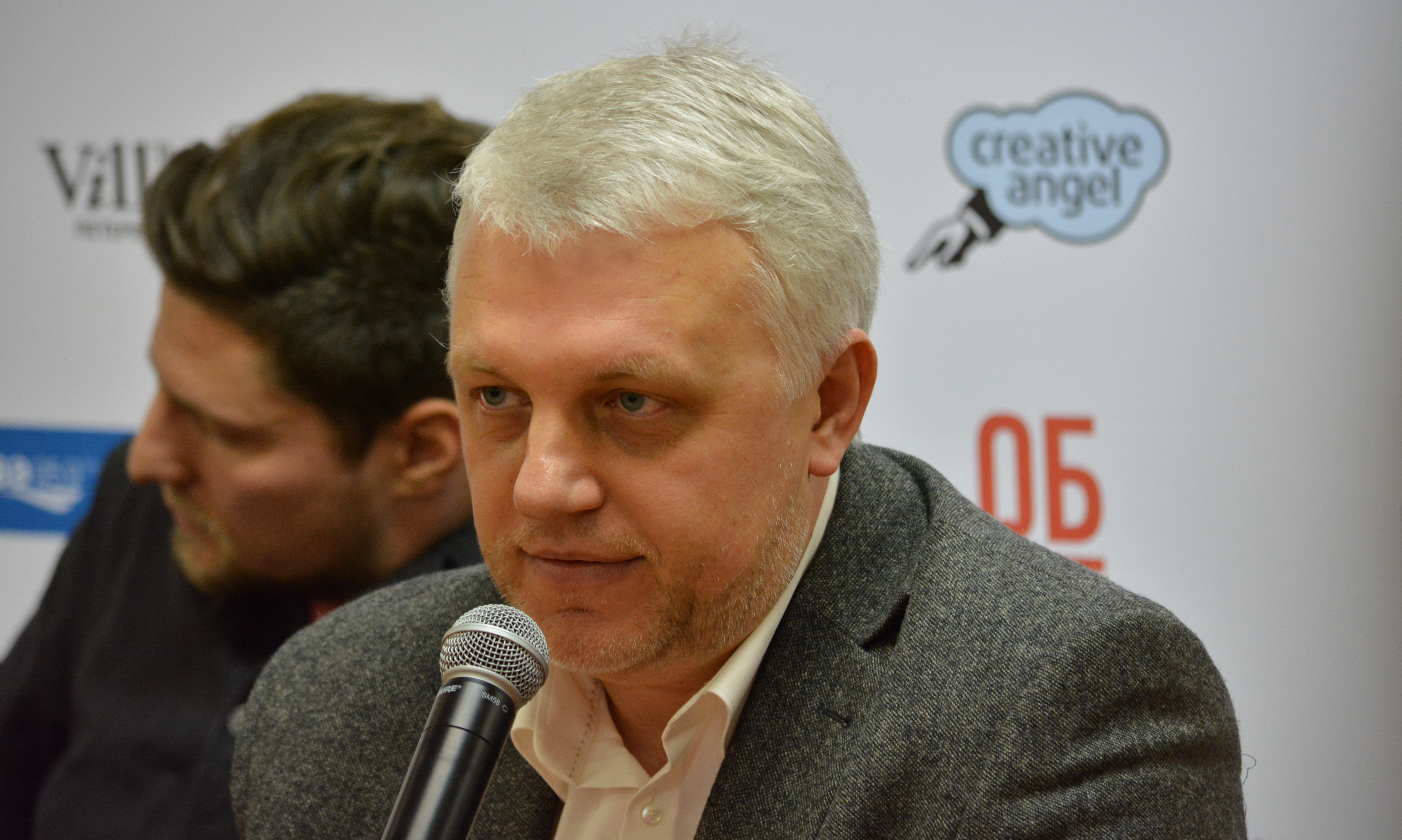
Павло Шеремет (2014)

Лещенко і Найєм восени 2014 року оголосили про участь у парламентських виборах та були обрані до Верховної Ради від партії «Блок Петра Порошенка». На запрошення Олени Притули головною редакторкою «Української правди» у жовтні 2014 року стала Севгіль Мусаєва, яка до цього очолювала редакцію створеного нею інтернет-видання Hubs. Притула залишилась власницею «Української правди» та продовжила займатися стратегією видання. У цей період до видання також приєднався журналіст Павло Шеремет, який став виконавчим директором «Української правди».
У лютому 2015 року колективи «Української правди», Громадського телебачення і ГО «Центр UA» створили спільний коворкінг MediaHub. Коворкінг розмістився у будівлі «Київміськбуду» у Печерському районі Києва; орендодавцем виступив Костянтин Григоришин. У червні 2015 року «Українська правда» започаткувала школу журналістики, керівником якої став Павло Шеремет. У липні 2016 року Павло Шеремет загинув в результаті вибуху машини, що належала Олені Притулі. Слідство розглядало замах на Притулу як одну з версій. У лютому 2018 року Притула у своїй заяві до генпрокурора Юрія Луценка виступила з вимогою розслідувати загибель Шеремета як терористичний акт.
З 2016 року головними політичними оглядачами «Української правди» стали Роман Кравець і Роман Романюк. У серпні 2016 року редакція «Європейської правди» та редколегія «Української правди» звернулись до урядів країн Європейського Союзу з проханням не запроваджувати безвізовий режим та не надавати фінансову допомогу Україні, мотивуючи це «фальсифікацією реформ» з боку української влади. У липні 2017 року редакції «Української правди», «Європейської правди», «Економічної правди» та «УП.Життя» піддали критиці рішення президента Петра Порошенка про позбавлення Міхеіла Саакашвілі українського громадянства. У червні 2019 року видання theБабель повідомляло, що новообраний президент Володимир Зеленський пропонував головній редакторці «Української правди» Севгіль Мусаєвій стати його прессекретаркою, коли тривав конкурс на цю посаду; журналістка цю інформацію не підтвердила і не спростувала.

#### Премія імені Георгія Ґонґадзе
2019 року Українським ПЕН у партнерстві з powered KMBS Alumni platform та «Українською правдою» заснували нагороду для незалежних журналістів. Присуджується раз на рік 21 травня — у день народження Георгія Гонгадзе.

### 2020—2021

#### Оновлення дизайну
30 квітня 2020 року «Українська правда» оновила дизайн сайту. У новому дизайні акцент зроблено на інформаційній картині дня, власних аналітичних матеріалах та колонках.

#### Клуб УП
18 червня 2020 року інтернет-видання запустила Клуб читачів «Української правди»: читачам пропонувалось фінансово підтримати УП. Членство коштує 55 грн на місяць або 500 грн на рік.
Гроші від читачів використовуються для розвитку УП, створення нових проєктів, документальні фільми, журналістські розслідування. При цьому, всі матеріали на сайті лишаються безкоштовними для всіх.
Членам Клубу УП пропонується:
- Вхід на закриті події УП;
- Зустрічі з журналістами;
- Можливість пропонувати ідеї для матеріалів;
- Листи від редакції членам Клубу.

##### Толока УП
30 вересня 2020 року був презентований новий рівень членства Клубу УП — «Толока УП». Вартість участі в «Толоці» — від 125 грн на місяць або від 1000 грн на рік.
Підписники Толоки, крім бонусів звичайного членства, отримують ексклюзивні знижки та бонусні пропозиції від компаній-партнерів УП.

##### Editor's Club
Наступним рівнем членства Клубу УП є Editor's Club. Щоб стати учасником цього рівня, потрібно заплатити 1250 доларів на рік. Потрапити на цей рівень членства можна тільки за спеціальною рекомендацією або вибором редакції. Для Editor's Club передбачені регулярні закриті події з керівництвом УП, а також закритий канал у Slack.

#### Документальні фільми
15 грудня 2020 року УП представила документальний фільм про антикорупційну інфраструктуру України, який називається «Червона лінія. Корупція». В УП заявили, що цей фільм є першим з документального циклу фільмів «Української правди» про найважливіші проблеми та виклики для українського суспільства.

#### Премія «Української правди»
«Українська правда» до свого 20-річчя започаткувало премію з 8 номінаціями: «Журналіст року», «За активну громадянську позицію», «Волонтер року», «Соціальний проєкт року», «Митець року», «Натхнення року», «Інноватор року».

#### Зміна власника
У травні 2021 року редактор-засновник УП Олена Притула та генеральний директор Dragon Capital Томаш Фіала уклали угоду, за умовами якої 100 % корпоративних прав на видання та всі його активи переходять до групи компаній Dragon Capital.
Сторони домовились про те, що редакційна політика видання та підходи до роботи залишаться без змін й команда «Української правди» на чолі з головною редакторкою Севгіль Мусаєвою продовжить працювати в тому ж форматі, що і раніше, в тісній співпраці з Оленою Притулою, яка й надалі виконуватиме роль редактора-засновника.
Співзасновниця «Української правди» Олена Притула у листі до читачів видання розповіла, що з суми, яку вона отримала через продаж, по 100 тисяч доларів отримають дві доньки Георгія Гонгадзе, ще 250 тисяч доларів вона планує передати на стипендії імені загиблого журналіста УП Павла Шеремета для студентів і молодих журналістів. І повідомила, що найближчі два роки продовжить працювати у виданні.

## Дочірні проєкти та партнери

### Поточні проєкти
- «Українська правда» (pravda.com.ua [Архівовано 17 квітня 2007 у Wayback Machine.]) — найстаріший проєкт медіагрупи про політику, заснований у квітні 2000 року. Має кілька підрозділів, зокрема підрозділ з подкастами, створений 2019 року.
- «Економічна правда» (epravda.com.ua [Архівовано 3 квітня 2022 у Wayback Machine.]) — проєкт, присвячений бізнесу та економіці, заснований 2006 року[54].
- «Українська правда. Життя» (life.pravda.com.ua [Архівовано 2 квітня 2022 у Wayback Machine.]) — проєкт про стиль життя, заснований 2007 року.
- «ТаблоID» (tabloid.com.ua [Архівовано 5 липня 2008 у Wayback Machine.]) — проєкт про шоу-бізнес та світське життя, заснований у вересні 2005 року[5].
- «Українська правда — форум» (forum.pravda.com.ua [Архівовано 2 квітня 2022 у Wayback Machine.]) — проєкт політичного форуму що з'явився 2005 року.
- «Українська правда — блоги» (blogs.pravda.com.ua [Архівовано 17 серпня 2007 у Wayback Machine.]) — проєкт, що з'явився 2007 року. Серед блогерів видання є журналісти, політики, письменники, спортсмени тощо[55].
- «Доступ до правди» (dostup.pravda.com.ua [Архівовано 11 листопада 2019 у Wayback Machine.]) — проєкт про доступ до публічних даних, заснований на платформі «Української правди» 2014 року[56].

### Колишні проєкти
- «Чемпіон» (champion.com.ua [Архівовано 15 листопада 2020 у Wayback Machine.]) — спортивне видання. Засноване восени 2000 року[5]. У серпні 2017 року закрите через низьку ефективність, у жовтні — продане спортивному журналісту Дмитру Копію[57].
- «Українська правда — Київ» (kiev.pravda.com.ua [Архівовано 3 квітня 2022 у Wayback Machine.]) — сайт про новини столиці. Створений 2008 року, перестав оновлюватися 2017 року.
- «БЖ» (bzh.life [Архівовано 15 листопада 2020 у Wayback Machine.]) — сайт про культурні події в Києві, Одесі та Львові. Створений у липні 2015 року. Проданий чеській компанії Accord Group у грудні 2018 року[58].
- «УП.Культура» — окремий проєкт «УП.Життя» з окремим редактором і авторами. Створений у вересні 2015 року[59]. У жовтні 2017 року було вирішено, що розділ «Культура» наповнюватиметься не окремим штатом, а редакцією «УП.Життя»[60].
- «Народні блоги» (narodna.pravda.com.ua [Архівовано 1 квітня 2022 у Wayback Machine.]) — сайт громадської журналістики, створений 2007 року, перестав оновлюватися у лютому 2021 року.
- «Українська правда SOS» (sos.pravda.com.ua [Архівовано 1 листопада 2020 у Wayback Machine.]) — платформа, присвячена коронавірусу та боротьбі з його наслідками, створена у травні 2020 року[61], перестав оновлюватися у вересні 2020 року.

### Партнери
Партнери УП, які не пов'язані з УП ані фінансово, ані через механізми власності/менеджменту:
- «Історична правда» (istpravda.com.ua [Архівовано 3 квітня 2022 у Wayback Machine.]) — суспільно-історичне видання, створене 2010 року[63].
- «Європейська правда» (eurointegration.com.ua [Архівовано 25 березня 2020 у Wayback Machine.]) — новинний ресурс, присвячений європейській тематиці, заснований 2014 року[64].

## Доходи та штат
2005 року видання вийшло на самоокупність, отримуючи дохід від реклами. Станом на 2010 рік дохід від реклами становив 98 % бюджету «Української правди». На всіх проєктах «Української правди» працювало близько 30 осіб, в тому числі IT-фахівці та менеджер з реклами; у ньюзрумі працювало шість редакторів.
2016 року продаж реклами становив 95 % доходу, 5 % — гранти. З виданням співпрацювало близько 40 осіб, зокрема 15 в «Українській правді», 6 — в «Економічній правді», близько 10 — в «Європейській правді», два — в «Історичній правді», 5 — в «УП.Життя» (разом з «Культурою»), по 3 — в «ТаблоID» і «БЖ», 1 — в «Києві».
Станом на 2020 рік нативна і банерна реклама складала понад 80 % доходу «Української правди».
У червні 2020 року видання запустило «Клуб читачів» з платним членством як платформу для взаємодії між членами спільноти, зворотного зв'язку, нетворкінгу і залученості до розвитку медіа. Клуб був запущений з розрахунком, що за 5 років він покриватиме 30 % витрат медіа. Станом на 4 грудня 2020 року доходи від читачів склали 10 % бюджету «Української правди».

## Рейтинги

### Популярність
За даними Gemius за жовтень 2015 року, «Українська правда» посіла третє місце серед українських новинних сайтів, поступившись тільки сайтам «Обозреватель» і «Цензор.нет». У цьому місяці число переглядів її сторінок склало 56 млн. 2017 року «Українська правда» увійшла в десятку найбільш цитованих джерел в українській Вікіпедії.
У квітні 2019 року сайт зайняв 5 місце в рейтингу 100 найкращих новинних сайтів суспільно-політичної тематики в Україні, опублікованому Інтернет-асоціацією України. За даними SimilarWeb, протягом травня-серпня 2020 року «Українська правда» займала перше місце за кількістю переглядів серед українських онлайн-медіа. За статистикою Alexa, сайт видання входить у 50 найбільш відвідуваних сайтів України (29 місце станом на 15 листопада 2020 року).

### Оцінки
Видання відігравало важливу роль у наданні інформації громадськості під час Помаранчевої революції 2004 року та було форпостом української розслідувальної журналістики у 2007‒2010 роках. Інститут масової інформації (ІМІ) у 2015‒2017 роках визначав «Українську правду» як одного з лідерів з дотримання журналістських стандартів серед всеукраїнських інтернет-видань.
У той же час низка матеріалів «Української правди» зазнали критики за порушення журналістських стандартів. Зокрема, Комісія з журналістської етики відзначала, що в низці публікацій дії «Української правди» порушують порушують окремі пункти Кодексу етики українського журналіста.
Згідно з Інститутом масової інформації 2020 року «Українська правда» увійшла до «білого списку» українських медіа. Цей список включає медіа, які мають рівень якісної інформації понад 95 %.
В українському антирейтингу новин, по версії Інституту масової інформації та порталу Texty.org.ua, «Українська правда» зайняла 44 місце з 50. В аналізі виявлено 98 імовірних новин, одна новина з ненадійними джерелами інформації та одна недостовірна новина. Дослідження проводилось у межах проєкту «Розвиток відповідальних інтернет-ЗМІ» за підтримки Міністерства іноземних справ Чеської республіки у червні-серпні 2018 року.
У вересні 2019 року «Українська правда» потрапила до рейтингу Інституту масової інформації як популярний новинний сайт, що демонструє середній рівень прозорості. Дослідження проводилось за підтримки Фонду розвитку ЗМІ Посольства США в Україні та охопило 50 найпопулярніших новинних сайтів українського сегмента інтернету (за даними SimilarWeb).
У квітні 2020 року «Українська правда» потрапила на друге місце у списку найякісніших ЗМІ щодо дотримання професійних стандартів, за результатами аналізу, проведеного Інститутом масової інформації. Згідно з даними дослідження, на сайті УП рівень дотримання професійних стандартів становив 97,5 %. Переважну більшість новин на ресурсі було написано без жодних порушень професійних стандартів журналістики. Так, стандарт балансу та відокремлення фактів від коментарів на сайті було дотримано в 99 % матеріалів. Рівень дотримання достовірності ще вищий і становить 99,5 %.
У березні 2022 року ІМІ рекомендував інтернет-ЗМІ «Українська правда», як достовірне медіа, якому можна довіряти.

## Нагороди
У травні 2006 року «Українській правді» було вручено премію імені Герда Буцеріуса «Вільна преса Східної Європи». У жовтні 2017 року «Українська правда» стала одним з чотирьох українських видань, що були нагороджені російською премією імені Андрія Сахарова «За журналістику як вчинок».
У травні 2021 року журналіст «Української правди» Роман Кравець переміг у номінації «Найкраще інтерв'ю» конкурсу професійної журналістики «Честь професії» за матеріал [Архівовано 11 червня 2020 у Wayback Machine.] із президентом України Володимиром Зеленським.
У травні 2025 року «Українська правда» стала лауреатом Премії відкритого суспільства від Міжнародного фонду «Відродження» у номінації «Творці»

## Скандали та критика

#### Стосовно справи Стерненка
У червні 2020 року український громадський діяч Сергій Стерненко звинуватив журналістку «Української правди» Соню Лукашову в спробі обманом отримати у його адвокатів копію процесуальних документів. У підсумку на УП вийшов матеріал «Підозра року. Пояснюємо версію слідства у справі Стерненка», в якому була представлена позиція звинувачення й адвоката опонентів Стерненко, але не його захисту. У своїй публікації Стерненко закликав «бути уважними при спілкуванні з цим виданням». На той момент власниця УП Олена Притула відповіла Стерненку: «Кожне речення або не точне, або не відповідає дійсності, або взагалі наклеп».

#### Стосовно «непридатних» за кордоном
14 травня 2024 року, згідно повідомлення Офісу генерального прокурора (ОГП), прокуратура міста Києва розпочала кримінальне провадження за заявою журналістів видання «Українська правда» про спроби тиску, погрози та перешкоджання журналістській діяльності. Досудове розслідування проводиться за ч.2 ст. 171 КК України («Вплив на журналіста з метою перешкоджання виконанню ним професійних обов'язків») та ч.1 ст. 345-1 КК України («Погроза вбивством, насильством щодо журналіста у зв'язку із здійсненням законної професійної діяльності»). Зазначається, що 10 травня 2024 року, в одному з месенджерів, керівник відділу розслідувань видання «УП» Михайло Ткач отримав повідомлення від адресата, який представився Олександром Cлобоженком, героєм розслідування «Непридатні» про групу молодиків, які регулярно відпочивають за межами України і якимось чином виїжджають з країни, хоча є військовозобов'язаними. Той запропонував журналісту «укласти мирову» за грошову винагороду. Текст повідомлення закінчувався словами «Не раджу зволікати з відповіддю. Воювати я теж вмію». Після цього Ткач почав отримувати десятки дзвінків з невідомих номерів та смс з кодами авторизації з банківських та кредитних установ. Окрім того, 13 травня 2024 року, на електронні пошти щонайменше 10 співробітникам видання надійшли листи з погрозами. Досудове розслідування проводять слідчі Шевченківського управління поліції, а розслідування перебуває на контролі органів прокуратури.

### Тиск зі сторони офісу президента
9 жовтня 2024 «Українська правда» опублікувало заяву про системний тиск з боку Офісу президента України. У заяві було перелічено та описано способи якими чиняться утиски, зокрема:
- блокування спікерів від влади щодо спілкування з журналістами «Української правди» та участі в заходах;
- тиск на бізнес з метою зупинити рекламну співпрацю з «Українською правдою»;
- відверто емоційне спілкування президента Володимира Зеленського з журналістом «Української правди» Романом Кравцем в прямому ефірі.

Видання закликало міжнародну спільноту та «всіх, хто підтримує свободу слова та незалежність журналістики» об'єднатися в «захист цих принципів».